# Нейчурита (Колорадо)
Нейчурита (англ. Naturita) — місто (англ. town) в США, в окрузі Монтроуз штату Колорадо. Населення — 485 осіб (2020).

## Географія
Нейчурита розташована за координатами 38°13′7″ пн. ш. 108°34′6″ зх. д. / 38.21861° пн. ш. 108.56833° зх. д. (38.218554, -108.568286).  За даними Бюро перепису населення США в 2010 році місто мало площу 1,78 км², уся площа — суходіл.

## Демографія
Згідно з переписом 2010 року, у місті мешкало 546 осіб у 253 домогосподарствах у складі 148 родин. Густота населення становила 307 осіб/км².  Було 316 помешкань (178/км²).
Расовий склад населення:
| - 96,5 % — білих - 0,5 % — корінних американців |

До двох чи більше рас належало 2,0 %. Частка іспаномовних становила 5,9 % від усіх жителів.
За віковим діапазоном населення розподілялося таким чином: 24,5 % — особи молодші 18 років, 56,8 % — особи у віці 18—64 років, 18,7 % — особи у віці 65 років та старші. Медіана віку мешканця становила 45,1 року. На 100 осіб жіночої статі у місті припадало 95,7 чоловіків;  на 100 жінок у віці від 18 років та старших — 100,0 чоловіків також старших 18 років.
Середній дохід на одне домашнє господарство  становив 46 316 доларів США (медіана — 32 813), а середній дохід на одну сім'ю — 48 872 долари (медіана — 38 250). За межею бідності перебувало 19,7 % осіб, у тому числі 20,3 % дітей у віці до 18 років та 5,6 % осіб у віці 65 років та старших.
Цивільне працевлаштоване населення становило 194 особи. Основні галузі зайнятості: роздрібна торгівля — 21,6 %, освіта, охорона здоров'я та соціальна допомога — 14,4 %, транспорт — 13,4 %.